# Santa-Marta-arassari
De Santa-Marta-arassari (Aulacorhynchus lautus) i is een vogel uit de familie Ramphastidae (toekans). Deze arassari wordt ook wel als een aparte soort beschouwd, maar staat sinds 2016 als ondersoort op de IOC World Bird List.

## Verspreiding en leefgebied
Deze soort is endemisch in noordelijk Colombia.